# 과학영재교육연구원
과학영재교육연구원(科學英才敎育硏究院,  Global Institute For Talnted EDucation, GIFTED)은 영재교육 관련 연구 ·개발 및 지원 업무를 수행하기 위하여 대한민국 미래창조과학부로부터 지정받은 한국과학기술원,( KAIST)이 설립한 부설 연구소이며, 한국과학기술원에 설치된 28개의 한국과학기술원 부설 연구소 중에 유일하게 법적 근거로 설립된 연구소이다. 대전광역시 유성구 문지로 193번지 KAIST 문지캠퍼스 F동 6층에 위치하고 있다.

## 연혁 및 역대 (센터장)원장
- 1985년 7월  과학기술대학 과학영재연구소 설치. 연구소장 이군현 교수(현, 새누리당 국회의원)
- 1988년 3월 25일 '과학영재교육 심포지움 개최

```
초등교육에서의 과학영재교육 주제발표 
조석희
 박사 / 토론 김재은, 유기섭
중등교육에서의 과학영재교육 주제발표 
한종아
 박사 / 토론 이종승, 임인재
과학고등학교의 발전방향 주제발표 
이군현
 교수 / 토론 윤석병, 박승안
고등교육에서의 과학영재교육 주제발표 
김정흠
 교수 / 토론 신세호, 김호길, 강계원
```

- 1990년 11월 30일 '과학영재의 전인적발달을 위한 정의적 측면의 고찰' 과학영재교육 심포지움 개최[1]
- 1993년 5월 과학영재연구소 설치.연구소장 이군현 교수(현, 새누리당 국회의원)
- 1995년 5월 과학영재연구소 설치 및 운영방안 대통령보고
- 1998년 1월 정보통신부 원격영재교육 사업 지정대학 사업 승인
- 1998년 9월 29일 KAIST 한국과학재단지정 과학영재교육센터 개소식. 초대 센터장 이군현 교수(현, 새누리당 국회의원)[2]

- 2002년 6월 24일 과학영재교육연구원 현판식. 초대 연구원장(센터장 겸직) 김충기 교수(과학영재교육연구원장)[3]

- 2002년 10월 24일 한국과학기술원 부설 과학영재교육연구원 설립 (과학기술부 설치승인)
- 2002년 10월 24일 과학영재교육연구원 운영규정 제정
- 2003년 3월 2대 연구원장(센터장 겸직) 김종득 교수(2대) 취임
- 2006년 9월 1일 3대 연구원장(센터장 겸직) 이광형 교수(3대) 취임

```
2009년 ICU 통합 이후 IT영재교육센터 흡수 합병 후 센터장 겸직
```

- 2009년 12월 30일 영재교육진흥법상 과학영재교육연수원 승인 인가 교육과학기술부장관(현, 대한민국 과학기술정보통신부)
- 2011년 4월 1일 4대 연구원장 이균민 교수(4대) 취임
- 2011년 4월 1일 4대 과학영재교육센터장 유회준 교수 취임
- 2011년 4월 1일 영재교육센터로 명칭 변경 유회준 교수(초대 영재교육센터장) 취임
- 2011년 9월 1일 5대 연구원장 이광형 교수 재취임 2대 영재교육센터장 겸직
- 2011년 10월 17일 3대 영재교육센터장 정현철 책임연구원 취임
- 2012년 9월 1일 6대 연구원장 권동수 교수 취임
- 2017년 제7대 연구원장 이창옥 교수 취임
- 2019년 제8대 연구원장 곽시종 교수 취임
- 2021년 제9대 연구원장 정현철 책임연구원 취임
- 2024년 4월 1일 제10대 연구원장 홍승범 교수 취임

## 주요 기능
- 1. 과학․수학 영재교육에 관한 이론적 기초연구
- 2. 과학․수학 영재교육 정책연구
- 3. 과학․수학 영재판별에 관한 연구․개발
- 4. 과학․수학 영재교육 방법 및 자료의 연구․개발
- 5. 과학․수학 영재교육지원시스템 연구․개발
- 6. 과학․수학 영재교육 관련 각종 조사 및 연구
- 7. 영재교육프로그램 및 영재교육기관 평가
- 8. 교원 연수자료의 연구․개발 및 연수 실시
- 9. 기타 영재교육 관련 연구업무 수행

## 조직

### 연구원장

#### IP영재기업인교육원
IP영재기업인교육원은 지식재산기반의 창의적 인재를 발굴, 육성하기 위하여 2009년 11월 특허청의 설치 승인에 따라 KAIST에서 운영되는 교육기관이다.